# 岐阜県道415号恵那停車場線
岐阜県道415号恵那停車場線（ぎふけんどう415ごう えなていしゃじょうせん）とは、岐阜県恵那市内の一般県道である。

## 概要
930mほどの短い県道であり、国道19号からJR中央本線恵那駅への連絡道路となっている。

### 路線データ
- 起点：岐阜県恵那市恵那停車場（JR中央本線恵那駅付近）
- 終点：岐阜県恵那市長島町中野 正家交差点（国道19号、国道257号交点）
- 総延長：933.0m

## 通過する自治体
- 岐阜県
  - 恵那市

## 主な接続道路
- 岐阜県道68号恵那白川線（恵那市 大井町交差点）
- 国道19号（恵那市 正家交差点）
- 国道257号（恵那市 正家交差点）

## 周辺
- 恵那駅（JR中央本線、明知鉄道明知線）
- 中山道広重美術館